# Simetría rotacional

El trisquel, símbolo que figura en la bandera de la Isla de Man, tiene simetría rotacional porque aparece igual cuando se gira un tercio de una vuelta completa alrededor de su centro. Debido a que su apariencia es idéntica en tres orientaciones distintas, su simetría rotacional es triple.

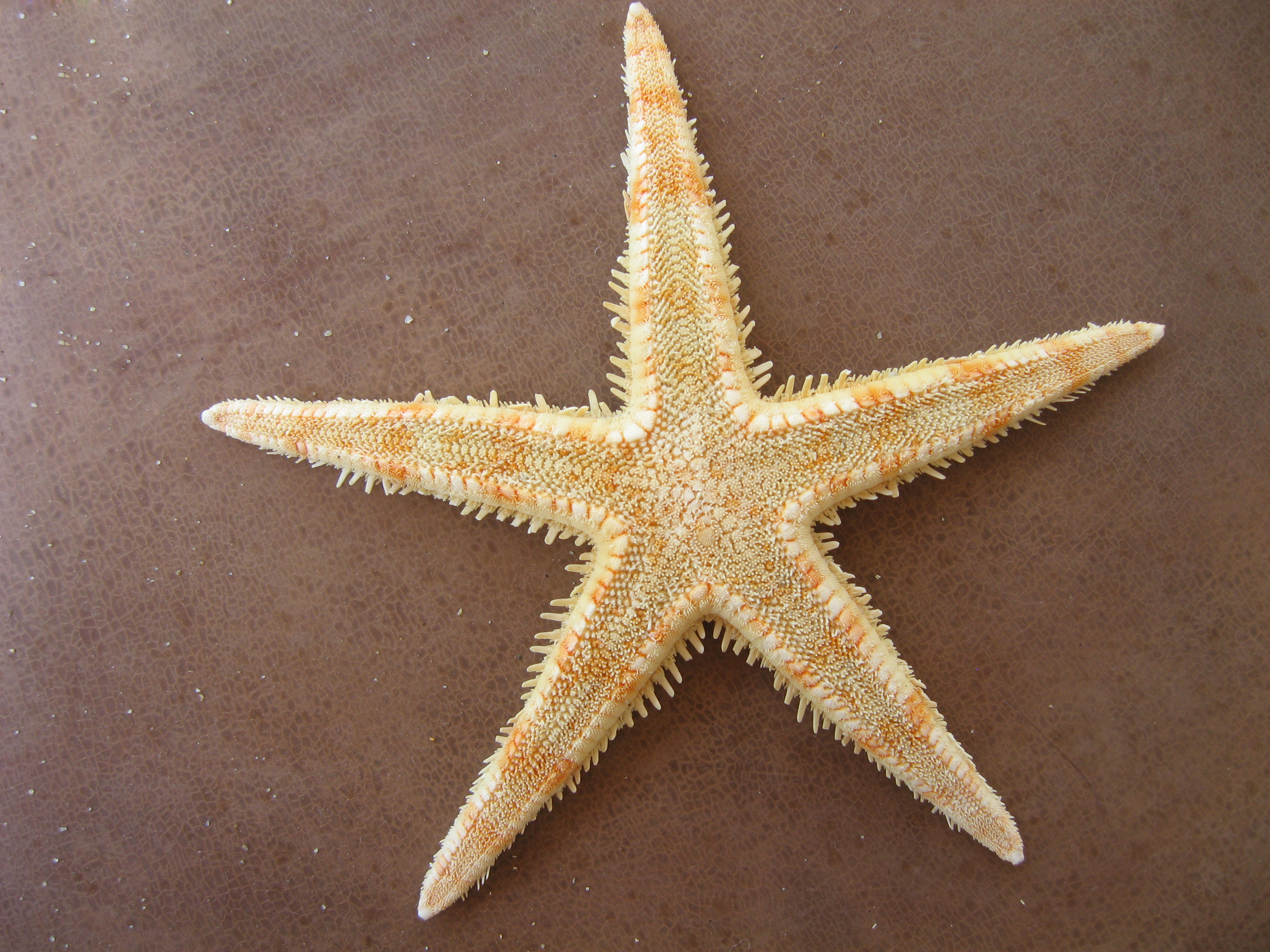
Estrella de mar, un ejemplo de simetría radial en zoología

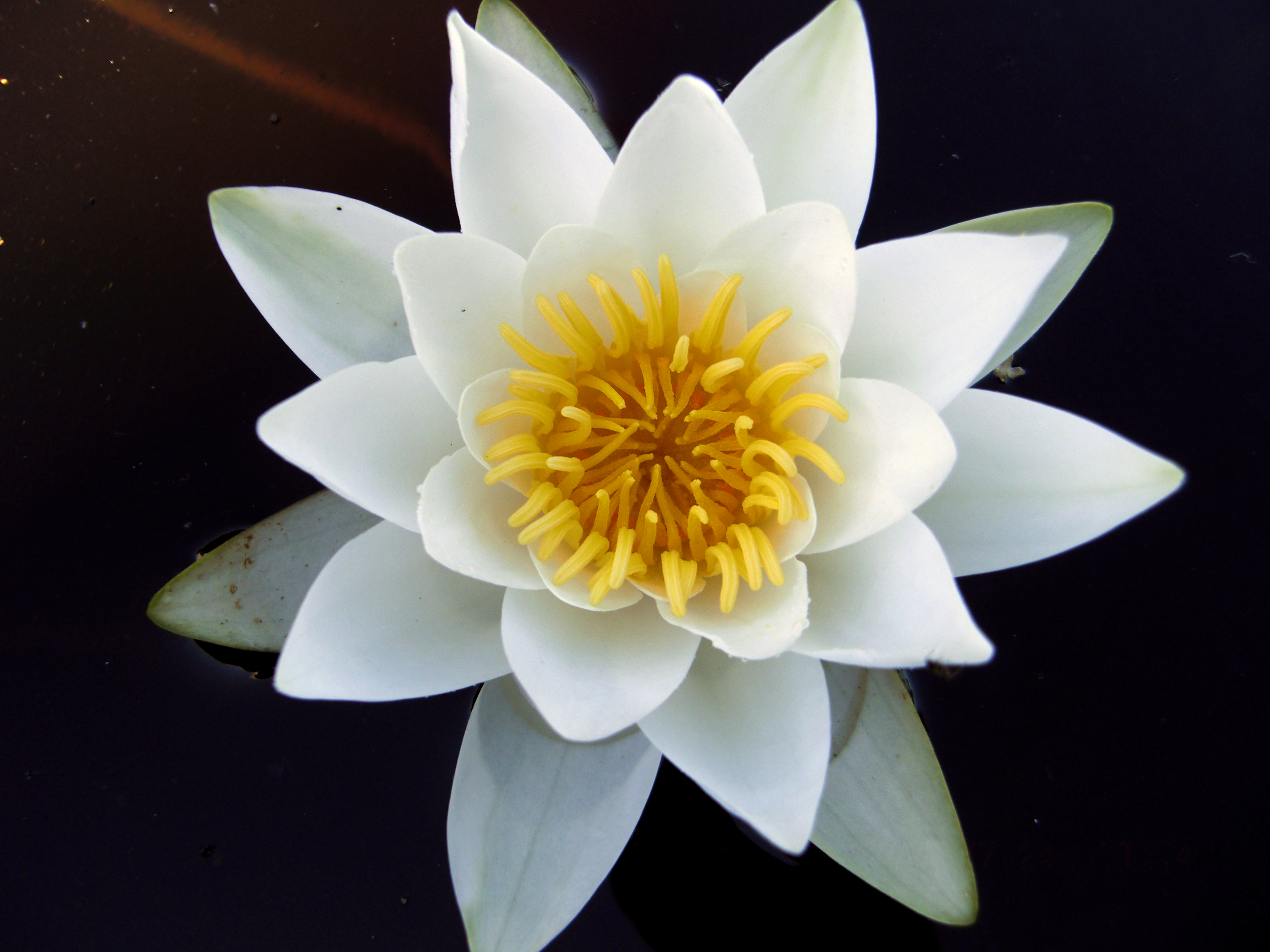
Simetría radial de una flor de loto

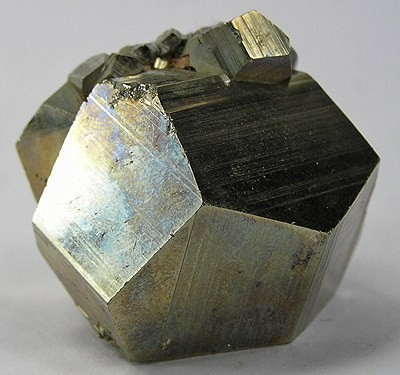
Cristales de pirita, ejemplo de simetría radial en cristalografía

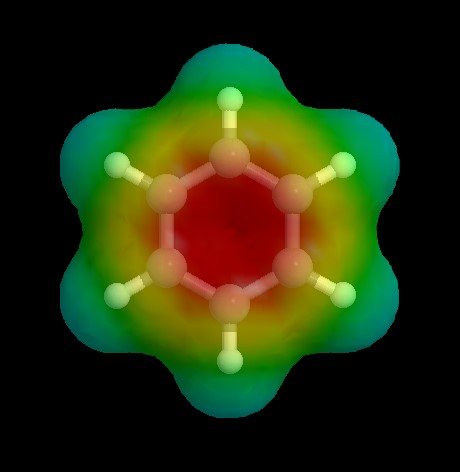
Estructura del benceno, otro ejemplo de simetría radial

La simetría rotacional es la propiedad que posee una forma cuando tiene el mismo aspecto después de aplicarle una rotación mediante un giro parcial. El grado de simetría rotacional de un objeto es el número de orientaciones distintas en las que se ve igual que en su posición inicial.
Conocida como simetría radial en biología (con abundantes ejemplos en botánica, como la mayoría de las flores, o en zoología, como el grupo de los equinodermos), es también una característica fundamental en cristalografía y en la configuración molecular de numerosos compuestos químicos (como el benceno).

## Tratamiento formal
Formalmente, la simetría rotacional es un tipo de simetría relacionada con algunos o con todos los movimientos de rotación en un espacio euclídeo m-dimensional. Las simetrías rotacionales son isometrías directas, es decir, isometrías que conservan la orientación. Por lo tanto, el grupo de simetrías rotacionales de un espacio euclideo de dimensión m, es en particular un subconjunto de E+(m), el conjunto de las transformaciones isométricas del espacio euclideo que conservan la orientación (véase grupo euclídeo).
Un espacio que posee simetría con respecto a cualquier rotación desde cualquiera de sus puntos, también posee simetría traslacional respecto a cualquier traslación, y se denomina espacio homogéneo. Su conjunto de simetrías asociadas coincide con el grupo completo E(m) (que incluye las isometrías que conservan la orientación y las que no). Con la noción modificada de simetría para campos vectoriales, el grupo de simetrías se define como E+(m), en el que no se incluye la simetría especular, puesto que no conserva la orientación.
Para la simetría con respecto a las rotaciones sobre un punto, puede tomarse ese punto como origen. Estas rotaciones forman el grupo ortogonal especial SO (m), el grupo de transformaciones geométricas representadas por matrices ortogonales de dimensión m×m con determinante de valor 1. Para m = 3 este es el grupo de rotación SO(3).
El subconjunto de simetrías rotacionales de un objeto dado, se corresponde con aquellas de todas sus simetrías que también pertenecen a E+(n), el grupo de isometrías directas; o lo que es lo mismo, se corresponde con la intersección del conjunto de todas sus simetrías, con el grupo de las isometrías directas del espacio euclideo.
Para objetos quirales, su subconjunto de simetrías rotacionales coincide con el conjunto de todas sus simetrías.
Las leyes de la física presentan isotropía (invarianza SO(3)) cuando no distinguen diferentes direcciones en el espacio. Debido al teorema de Noether, la simetría de rotación de un sistema físico es equivalente a la ley de conservación del momento angular.

### Simetría rotacional discreta
Se dice que un objeto presenta simetría rotacional de orden n, también llamada simetría rotacional de n-pliegues, o simetría rotacional discreta de orden n, con respecto a un punto particular (en 2D) o un eje (en 3D), cuando existe una rotación en un ángulo de 360°/n (180°, 120°, 90°, 72°, 60°, 51 3⁄7°, etc.) que no cambia el objeto dado. Debe tenerse en cuenta que la simetría rotacional de orden "1" no es una simetría propiamente dicha (dado que todos los objetos son idénticos a sí mismos después de una rotación de 360°).
La notación para una simetría rotacional de orden n es Cn o simplemente n. El grupo de simetría real está especificado por el punto o eje de simetría, junto con el número n. Para cada punto o eje de simetría, el tipo de grupo abstracto es un grupo cíclico de orden n, Zn. Aunque para este último también se usa la notación Cn, se deben distinguir el Cn geométrico y el abstracto: hay otros grupos de simetría del mismo tipo de grupo abstracto que son geométricamente diferentes, como los grupos cíclicos simétricos en 3D.
El dominio fundamental es un sector de 360°/n.
Algunos ejemplos, sin considerar su simetría especular adicional:
- n = 2, 180°: la díada (dos aros encadenados); entre los cuadriláteros, los paralelogramos, que tienen esta propiedad como una característica de identificación completa (necesaria y suficiente); las letras Z, N, S; los contornos, aunque no los colores, del símbolo yin y yang; la bandera británica (se traza la diagonal de la bandera y se gira sobre su punto central).
- n = 3, 120 °:  tríada  (tres aros enlazados con sus centros dispuestos sobre un triángulo equilátero); el trisquel de la Isla de Man; el nudo borromeo. A veces se usa el término "simetría trilateral".
- n = 4, 90 °: tétrada; esvástica.
- n = 6, 60 °: héxada; estrella de David.
- n = 8, 45 °: octada; octágonos mocárabes.

Cn es el grupo de rotación de un polígono regular de n lados en 2D; o de una pirámide o un prisma ortogonales cuyas bases sean polígonos regulares de n lados en 3D.
Si un objeto presenta simetría rotacional, por ejemplo, con respecto a un ángulo de 100°, también la tendrá con respecto a uno de 20°, el máximo común divisor de 100° y 360°.
Un objeto 3D típico con simetría rotacional (posible también con respecto a ejes perpendiculares) pero sin simetría especular es una hélice arrollada sobre un cilindro.

### Ejemplos
| C2 (más)                        | C3 (más)                                                        | C4 (más)               | C5 (más)                                        | C6 (más)                    |
| ------------------------------- | --------------------------------------------------------------- | ---------------------- | ----------------------------------------------- | --------------------------- |
| Fractal de doble péndulo        | Señales de tráfico. Rotonda                                     | Forma decorativa hindú | Estrella del Bicentenario de los Estados Unidos | Copo de nieve               |
| Posición de partida en el shōgi | Piedra de Snoldelev; diseño con tres cuernos de bebida maclados | Diseño de Op-Art       | Motivo decorativo céltico                       | Logo del Norwegian Heritage |

### Múltiples ejes de simetría a través del mismo punto
Para una simetría discreta con múltiples ejes de simetría a través del mismo punto, existen las siguientes posibilidades:
- Además de un eje de simetría rotacional de orden n; otros n ejes perpendiculares de orden 2: el grupo diedral Dn de orden 2n(n ≥ 2). Este es el grupo de rotaciones de un prisma regular, o de una bipirámide regular. Aunque se usa la misma notación, debe distinguirse el Dn geométrico y el abstracto: hay otros grupos de simetría del mismo tipo de grupo abstracto que son geométricamente diferentes (véase grupo diedral en 3D).
- Ejes de órdenes 4×3 y 3×2: el grupo de rotaciones T de orden 12 de un tetraedro regular. El grupo es un isomorfismo con respecto al grupo alternante A4.
- Ejes de órdenes 3×4, 4×3 y 6×2: el grupo de rotación O de orden 24 de un cubo y de un octaedro regular. El grupo es isomorfo con el grupo simétrico S4.
- Ejes de órdenes 6×5, 10×3 y 15×2: el grupo de rotación I de orden 60 de un dodecaedro y de un icosaedro. El grupo es isomorfo al grupo alternante A5. El grupo contiene 10 versiones de D3 y 6 versiones de D5 (simetrías rotacionales como prismas y antiprismas).

En el caso de los sólidos platónicos, los ejes de orden 2 se sitúan a través de los puntos medios de las aristas opuestas, y el número de ellos es la mitad del número de aristas. Los otros ejes se sitúan a través de vértices opuestos y a través de centros de caras opuestas, excepto en el caso del tetraedro, donde los ejes de orden 3 se ubican a través de un vértice y del centro de la cara opuesta.

### Simetría rotacional con respecto a cualquier ángulo
La simetría rotacional con respecto a cualquier ángulo es, en dos dimensiones, la simetría circular. El dominio fundamental es una semirrecta.
En tres dimensiones se puede distinguir la simetría cilíndrica y la simetría esférica (sin cambios al girar alrededor de un eje, o para cualquier rotación). Es decir, no depende del ángulo usando coordenadas cilíndricas y no depende de ningún ángulo usando coordenadas esféricas. Los dominios fundamentales son un semiplano que pasa a través del eje y una semirrecta radial respectivamente. Axisimétrico es un adjetivo que refiere a un objeto que tiene simetría cilíndrica, o axisimetría (es decir, simetría de rotación con respecto a un eje central) como una rosquilla (o toroide). Un ejemplo de simetría esférica aproximada es la Tierra (con respecto a la distribución de su densidad y de otras propiedades físicas y químicas).
En 4D, la simetría rotacional continua o discreta alrededor de un plano se corresponde con la simetría rotacional 2D propia de cada plano perpendicular, alrededor del punto de intersección. Un objeto también puede tener simetría rotacional alrededor de dos planos perpendiculares, como en el caso del producto cartesiano de dos figuras 2D de simetría rotacional, entre cuyos ejemplos figuran el duocilindro y varios duoprismas regulares.

### Simetría rotacional con simetría traslacional
| Disposición en una celda unidad con rotacentros de órdenes 2 y 4. El dominio fundamental figura en color amarillo. | Disposición en una celda unidad con rotacentros de órdenes 2, 3, y 6, solos o en combinación (considerando el símbolo de la rotación de orden 6 como una combinación de las de orden 2 y 3); en el caso de la simetría de solo orden 2, la forma del paralelogramo puede ser diferente. Para el caso p6, un dominio fundamental se indica en amarillo. |

La simetría rotacional de orden 2 junto con un simetría traslacional simple es uno de los modelos de simetría conocidos como frisos. Posee dos rotocentros por cada celda unidad.
Junto con la doble simetría de traslación, los grupos de rotación son los siguientes elementos del grupo del papel pintado, con una serie de ejes por cada celda primitiva:
- p2 (2222): orden 4×2; grupo de rotación de las retículas paralelográmicas, rectangulares y rómbicas.
- p3 (333): orden 3×3; no es el grupo de rotación de cualquier celosía (cada celosía está invertida de la misma manera, pero eso no se aplica a esta simetría); es, por ejemplo, el grupo de rotación del teselado regular triangular con los triángulos equiláteros alternadamente coloreados.
- p4 (442): orden 2×4, orden 2×2; grupo de rotación de un enrejado cuadrado.
- p6 (632): orden 1×6, orden 2×3, orden 3×2; grupo de rotación de un enrejado hexagonal.

| Plano euclideo | Plano hiperbólico                                                                          |
| --- | ------------------------------------------------------------------------------------------ |
| Teselado triangular hexakis, un ejemplo de p6, [6,3]+, (632) (con colores) y p6m, [6,3], (*632) (sin colores); las líneas son ejes de reflexión si se ignoran los colores, y una clase especial de ejes de simetría si no se ignoran los colores: la reflexión revierte los colores. Puede distinguirse la rejilla rectangular en tres orientaciones distintas. | Kisrombil de orden 3-7, un ejemplo de simetrías [7,3]+ (732) y [7,3], (*732) (sin colores) |

- Los rotacentros de orden 2 (incluyendo posibles órdenes 4 y 6), si están presentes, forman la traslación de un retículo igual al reticulado de traslación, escalado por un factor 1/2. En el caso de la simetría traslacional en una dimensión, se aplica una propiedad similar, aunque el término "celosía" no se aplica.
- Rotocentros de orden 3 (incluyendo el posible orden 6), si los hay, forman un enrejado hexagonal regular igual al enrejado de traslación, rotado 30° (o equivalente a 90°), y escalado por un factor {\displaystyle {\frac {1}{3}}{\sqrt {3}}}
- Los rotacentros cuádruples, si están presentes, forman una retícula cuadrada regular igual a la retícula traslacional, rotada 45° y escalada por un factor {\displaystyle {\frac {1}{2}}{\sqrt {2}}}
- Los rotacenters de orden 6, si están presentes, forman un enrejado hexagonal regular que es el traslación de la red de partida.

La escala de una retícula divide el número de puntos por unidad de área por el cuadrado del factor de escala. Por lo tanto, el número de rotacentros de órdenes 2, 3, 4 y 6 por celda unitaria, es de 4, 3, 2 y 1, respectivamente, incluyendo el de orden 4 como un caso especial del de orden 2 repetido dos veces, etc.
La simetría rotacional triple en un punto y de orden 2 en otro (o de igual forma en 3D con respecto a ejes paralelos) implica el grupo de rotación p6, es decir, la doble simetría traslacional y la simetría rotacional de orden 6 en algún punto (o, en 3D, ejes paralelos). La distancia de traslación de la simetría generada por un par de rotacentros es {\displaystyle 2{\sqrt {3}}} multiplicada por su distancia.